# Sophie Ursinus
Sophie Ursinus, född 5 maj 1760, död 4 april 1836, var en tysk seriemördare. Hon dömdes 1803 till livstids fängelse för mord på sin make, faster och älskare och för mordförsök på en anställd. Hennes fall var berömt och ledde till en ny metod för att identifiera arsenikförgiftning. 